# 路易港區
路易港區（英語：Port Louis）是非洲東部島國毛里裘斯的9個區之一，位於該國西部，北面和東面是庞普勒穆斯区，南接莫卡區，西臨印度洋。该区在九区中面积最小，而人口密度最高。区内只有一个城市路易港，亦为该国的首都。该区面積42.7平方公里，2019年人口估计为118,123人。